# Pałac Deskurów w Radomiu
Pałac Deskurów w Radomiu (Kamienica Deskurów) – klasycystyczny budynek usytuowany przy radomskim Rynku pod numerem 14.

## Historia
Pałac został wzniesiony w latach 1824–1825 dla Andrzeja Deskura. Po 1830 roku dobudowano oficyny, tworzące jednolity blok zabudowy.
Budynek określany jest też w opracowaniach jako Kamienica Deskurów, Kamienice Deskurów, Dom Deskura. Do rejestru zabytków Narodowego Instytutu Dziedzictwa pod numerami 761 z 5.05.1972 oraz 418/A/90 z 14.02.1990 wpisany jest zespół budynków, na który składa się kamienica z oficynami przy Rynku 15 / Grodzkiej 1 / Rwańskiej 4. Z Kamienicą Deskurów połączony jest również zabytkowy dom przy Rynku 15 / Rwańskiej 2 (posiadają wspólny dziedziniec wewnętrzny). Dom ten, nazywany też Kamienicą Czarneckich, został wybudowany w latach 1808–1811 dla rodziny kupieckiej.
W 2017 rozpoczęła się przebudowa całego zespołu budynków w kwartale ulic między Rynkiem, Rwańską, Grodzką i kościołem farnym. Po remoncie kamienice będą tworzyć spójny funkcjonalno-przestrzennie budynek, pełniący funkcje muzealne, edukacyjne oraz usługowo-biurowe. W budynku znajdzie siedzibę m.in. Instytut Miejski, którego zadaniem ma być organizacja wydarzeń kulturalnych i wystaw związanych z historią miasta.

## Architektura
Pałac Deskurów to klasycystyczny, piętrowy budynek. Siedmioosiowa fasada posiada płytki ryzalit ozdobiony czterema pilastrami i zwieńczony szczytem. Pomiędzy kondygnacjami umieszczono boniowany pas. Okna ozdobione są profilowanymi obramieniami. Elewacje od strony ulicy Grodzkiej i fary boniowane w przyziemiu, od strony ulicy Grodzkiej ozdobione również ryzalitem.